# Eric Szmanda
Eric Szmanda est un acteur américain d'origine polonaise, né le 24 juillet 1975 à Milwaukee, Wisconsin, États-Unis, principalement connu pour son rôle de Greg Sanders dans la franchise des Experts.

## Biographie
Diplômé d'une grande école d'art dramatique, en 1998, il décroche son premier rôle dans la série Traque sur Internet (The Net), dérivée du film Traque sur Internet (The Net).
Cependant, il est surtout connu pour son rôle de Greg Sanders dans la série Les Experts, où il joue le scientifique un peu déjanté : apparaissant seulement dans le laboratoire d'analyse ADN dans les premières saisons, il fait ensuite partie intégrante des personnages principaux en enquêtant sur le terrain. Pour ce rôle, il est nommé aux Screen Actors Guild Awards, avec l'ensemble de la distribution, dans la catégorie : meilleure distribution dans une série dramatique en 2002, 2003 et 2004. L'équipe remporte ce prix en 2005.
Le 15 décembre 2022, il est annoncé qu'il reprendra son rôle de Greg Sanders dans la suite de la série les Experts, nommée CSI : Vegas.

## Filmographie

### Télévision

#### Séries télévisées
- 1998-1999 : Traque sur Internet : Jacob Resh / Sorcier (13 épisodes)
- 2000 : Oh Baby (en) : Brent (2 épisodes)
- 2000 : Zoé, Duncan, Jack et Jane : Max (saison 2, épisode 6)
- 2000 : FreakyLinks : Eli (saison 1, épisode 3)
- 2000-2015 : Les Experts : Greg Sanders (333 épisodes)
- 2001 : Three Sisters (en) : Dave (saison 1, épisode 7)
- 2001 : Division d'élite : Mark (saison 1, épisode 14)
- 2023 : CSI: Vegas : Greg Sanders (saison 2)

#### Téléfilms
- 1999 : Dodge's City : Johnny Dodge
- 2005 : Passion sous la neige (en) (Snow Wonder) : Luke
- 2012 : L'Ombre de la peur (Shadow of Fear) : Détective Dominic Leary
- 2015 : Les Experts : Greg Sanders
- 2018 : Near Extinction: Shangri-La : Vargas

### Cinéma
- 2000 : 100 Girls : Sam
- 2000 : Big Time : Avery (court-métrage)
- 2002 : Les Lois de l'attraction : Un étudiant
- 2004 : True Vinyl : Billy Thompson
- 2005 :  Mauvaises Influences (en) (Little Athens) : Derek
- 2020 : Adverse (en) : Greg
- 2020 : P.S. Burn This Letter Please : Producteur [3]

### Jeux vidéo
- 2003 : Les Experts (CSI: Crime Scene Investigation) : Greg Sanders
- 2004 : Les Experts : Meurtres à Las Vegas (CSI: Dark Motives) : Greg Sanders
- 2006 : Les Experts : Las Vegas - Crimes en série (CSI: 3 Dimensions of Murder) : Greg Sanders
- 2007 : Les Experts : Morts programmées (CSI: Hard Evidence) : Greg Sanders
- 2009 : Les Experts : Préméditation (Deadly Intent) : Greg Sanders
- 2010 : Les Experts : Complot à Las Vegas (CSI: Fatal Conspiracy) : Greg Sanders

### Clip vidéo
- 2004 : (s)AINT de Marilyn Manson